# Vicente Gandía Gomar
Vicente Gandía Gomar (Clermont-Ferrand, 3 de septiembre de 1922 — Valencia, 27 de diciembre de 1997) fue un catedrático y físico español. Rector de la Universidad Autónoma de Barcelona desde 1973 a 1975, lo fue también en funciones de la Universidad de Valencia, entre 1977 y 1979. Como rector, también fue procurador en las Cortes franquistas (1973-1975).

## Biografía
Vicente Gandía estudió en la Universidad de Valencia. Profesor ayudante, primero, y posteriormente profesor adjunto del profesor Josep Maria Vidal Llenas, desde 1950 hasta 1959, en la Universidad de Barcelona. Doctor en Ciencias Físicas por la UB. El año 1959 ganó la cátedra de Termodinámica de la Universidad de Sevilla.
Formó parte del Servicio Meteorológico Nacional desde el 1948 hasta el 1969.
El 21 de octubre de 1969 se incorporó a la Universidad Autónoma de Barcelona, poniendo en marcha los estudios de la Facultad de Ciencias, de la cual fue el primer decano. En 1971 asumió el cargo de vicerrector responsable de la construcción y las instalaciones al nuevo campus de Bellaterra. Rector de la UAB desde el 28 de julio de 1973 al 13 de septiembre de 1975.
En 1975 se trasladó a la Universidad de Valencia, de la que fue rector en funciones entre 1977 y 1979.
Director general de Ordenación Académica y de Profesorado del Ministerio de Universidades y de Investigación entre 1979 y 1981.
Catedrático Y profesor emérito de termodinámica de la Facultad de Física de la Universidad de Valencia.

## Otros cargos y afiliaciones
- Vocal de la Comisión Nacional de Geodesia y Geofísica el 24 de junio de 1974.[9]
- Miembro correspondiente de la Real Academia de Ciencias y Artes de Barcelona, desde el 16 de diciembre de 1976.[10]

## Obras
- Problemas de mecánica y termología para físicos, químicos e ingenieros (1960)
- Problemas de física, coautor con Josep Maria Vidal Llenas (1961) Múltiples reediciones. ISBN 8440063881
- Manual de termodinámica (1995) (1998) ISBN 843702319X